# بمباران اندیمشک

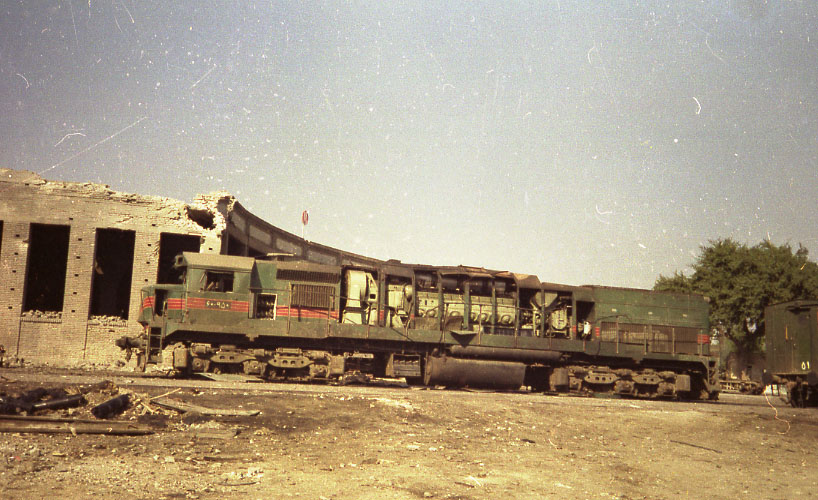
لکوموتیو GT26 به شماره ۹۵۰ مورد اصابت راکت قرار گرف

بمباران اندیمشک در روز ۴ آذر ۱۳۶۵ و در جریان جنگ ایران و عراق اتفاق افتاده‌است. در این حملهٔ هوایی، شهر اندیمشک به مدت یک ساعت و سی دقیقه، توسط ۵۴ فروند جنگنده به صورت مستمر بمباران شده‌است.
از این واقعه به عنوان طولانی‌ترین بمباران بعد از جنگ جهانی دوم یاد می‌شود. آنچه مسلم است اینکه این بمباران، طولانی‌ترین و مرگبارترین حملهٔ هوایی نیروی هوایی عراق در طول جنگ هشت ساله با ایران به‌شمار می‌رود.

## جزئیات واقعه
صدام حسین، رئیس‌جمهور عراق از حمله در روز به اندیمشک و حمله مجدد در شب خبر داده بود. ۵۴ جنگنده و بمب‌افکن عراقی از ساعت ۱۱:۴۵ صبح روز چهارم آذرماه سال ۱۳۶۵ به مدت ۱۰۰ دقیقه شهر اندیمشک را زیر آتش خود قرار دادند. با کاهش تعداد هواپیماها، این حملات تا چهار ساعت ادامه یافته‌است. اگرچه تعداد کشته‌ها و زخمی‌ها به‌طور دقیق مشخص نبوده‌است اما برخی گزارش‌ها حاکی از آنند که در این حادثه بیش از سیصد نفر از مردم اندیمشک کشته و هفتصد نفر زخمی شده‌اند. در این حمله علاوه بر بمباران پایگاه چهارم شکاری و مناطق مسکونی، میدان راه‌آهن و ایستگاه راه‌آهن اندیمشک، بازار روز کالا و تره‌بار، پادگان دوکوهه، دبیرستان شریعتی، سد و نیروگاه دز اندیمشک، رادار موشکی سد دز، پادگان سفینه النجاه، ایستگاه بالارود، اداره پست و مخابرات و بیمارستان شهید بهشتی بمباران شده‌اند.

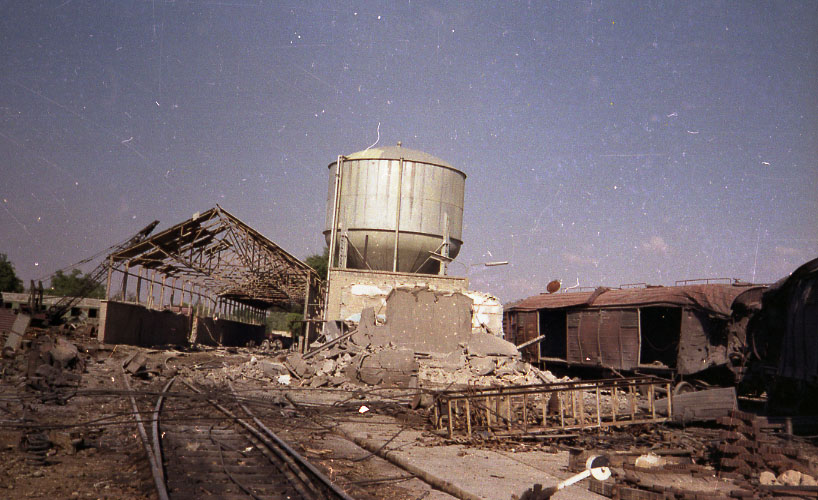
بمباران ایستگاه راه اهن اندیمشک

این بمباران شدیدترین بمباران هوایی مناطق مسکونی در ایران بود.در این عملیات از سوخو ۲۲ به عنوان سرکوبگر پدافند و هواپیماهای  میگ ۲۱ ، میگ ۲۳، میراژ اف ۱ ، استفاده شده است. در این حمله یک فروند سوخو ۲۲ به علت نقص فنی  تلاش ناموفقی برای نشستن نمود که  بعد از ایجکت خلبان در جنوب اندیمشک سقوط کرد .بیشترین تلفات در محله مسکونی راه اهن اندیمشک صورت گرفت .در روزهای قبل از این حمله ترانزیت گسترده نیرو به منطقه و حمل نیروها به اندیمشک باعث تجمع نیروها در اطراف راه اهن و مناطق مسکونی گردید که در این حمله علاوه بر بمباران نیروهای نظامی تلفات سنگینی به ساکنان و منازل راه اهن و تاسیسات وارد گردید 

## آثار مربوط
در سال ۱۳۸۸ کتابی با عنوان اندیمشک در باران آتش نوشتهٔ حسین بذرافکن توسط انتشارات نیلوفران در ایران به چاپ رسیده‌است.فیلم مستندی با نام باران آتش در سال ۱۳۹۵ به کارگردانی محسن بذرافکن ساخته شده‌است.